# سرنته مالسة

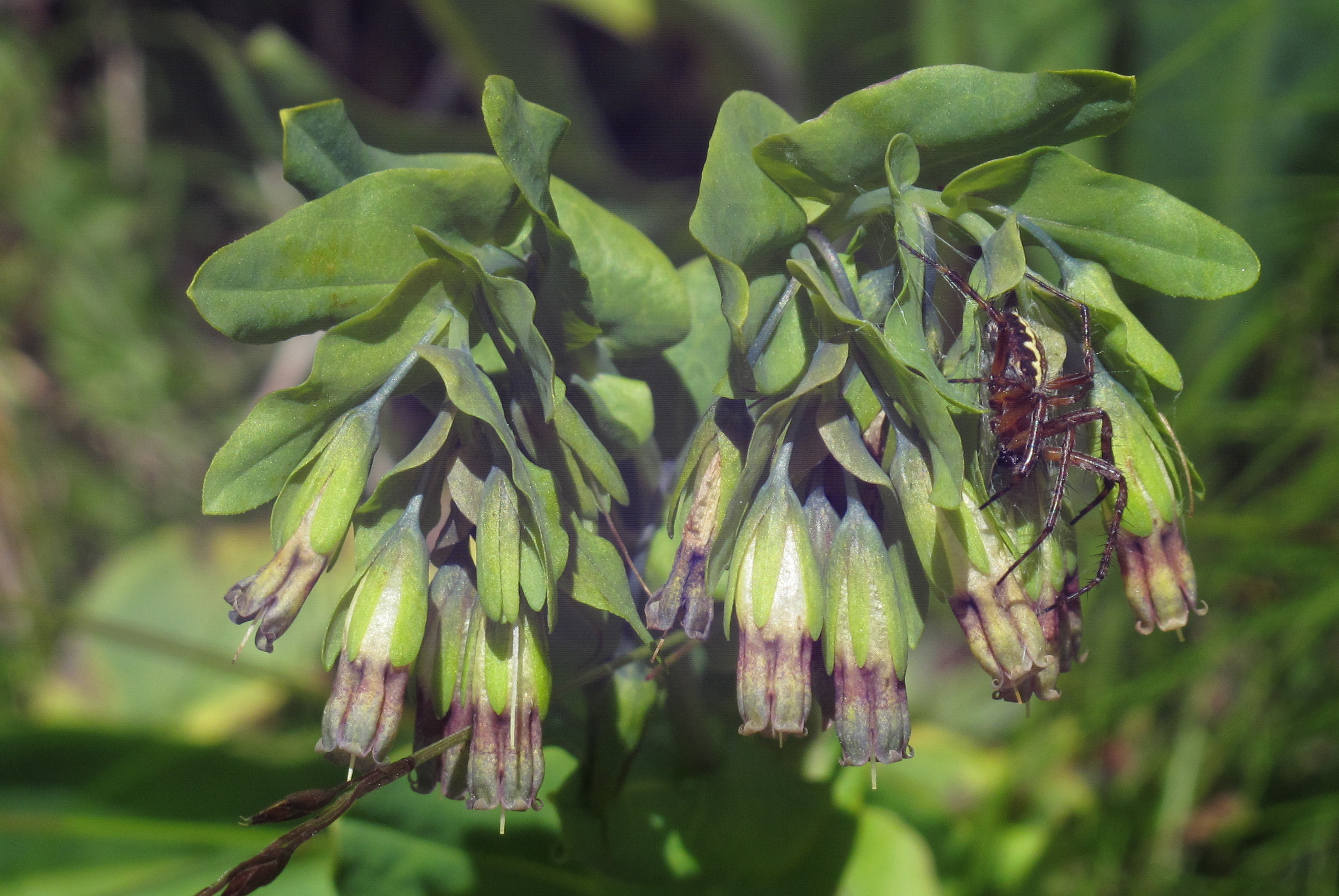
الإزهار

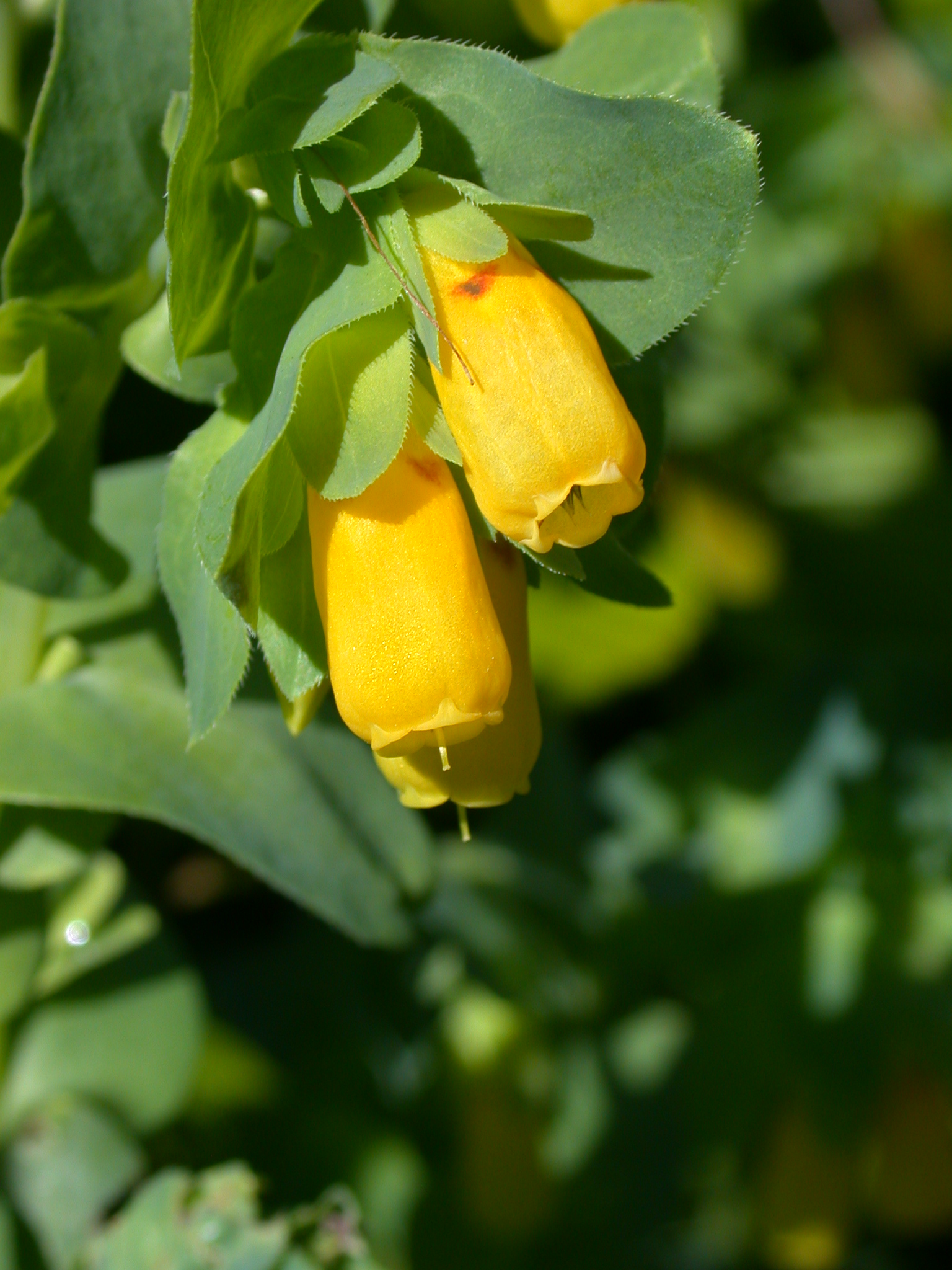
أزهار

سَرَنته مالسة أو ملينة مالسة هو نوع نباتي من جنس سرنته في فصيلة الحمحمية.